# Tschiderer von Gleifheim

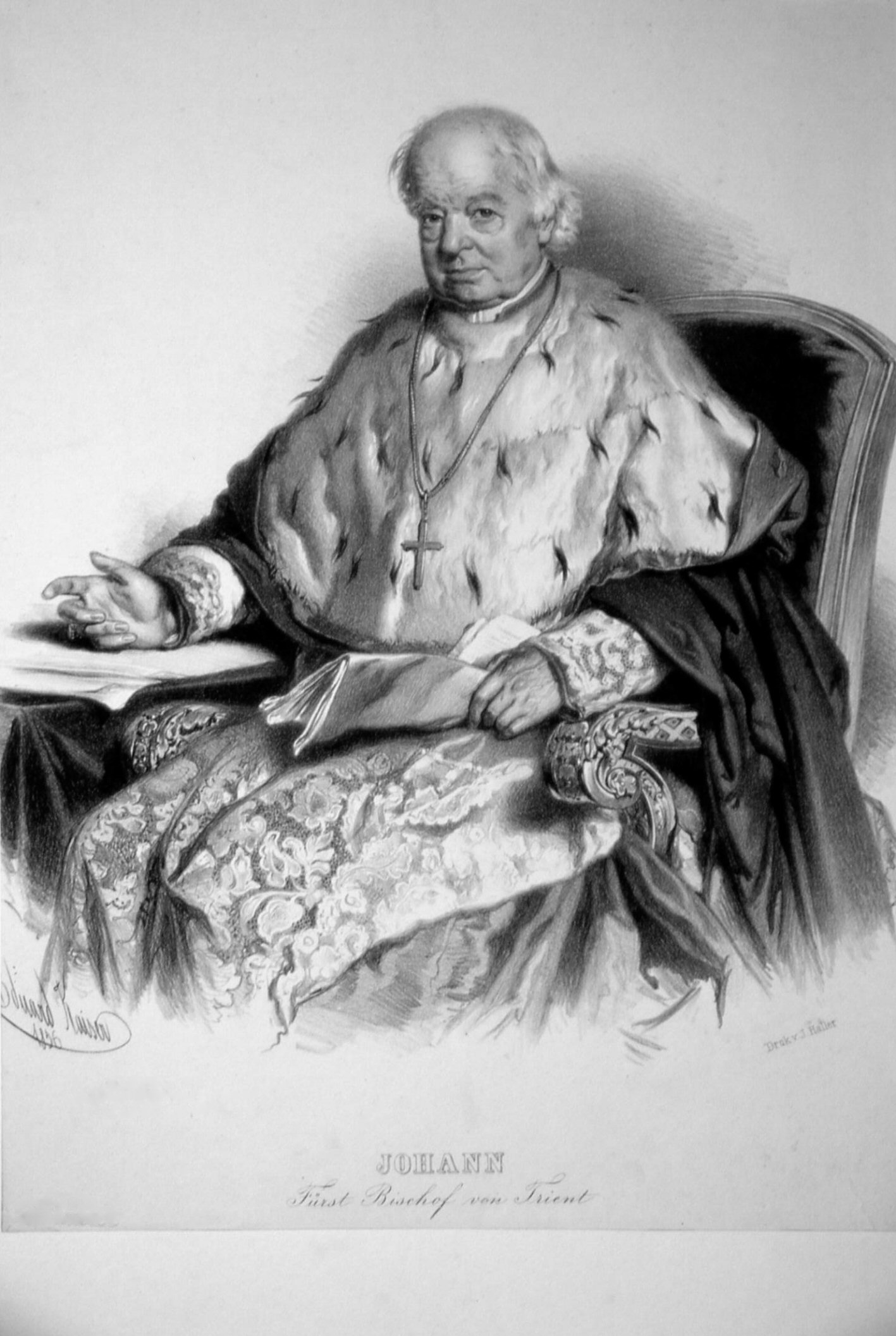
Fürstbischof Johann Nepomuk von Tschiderer

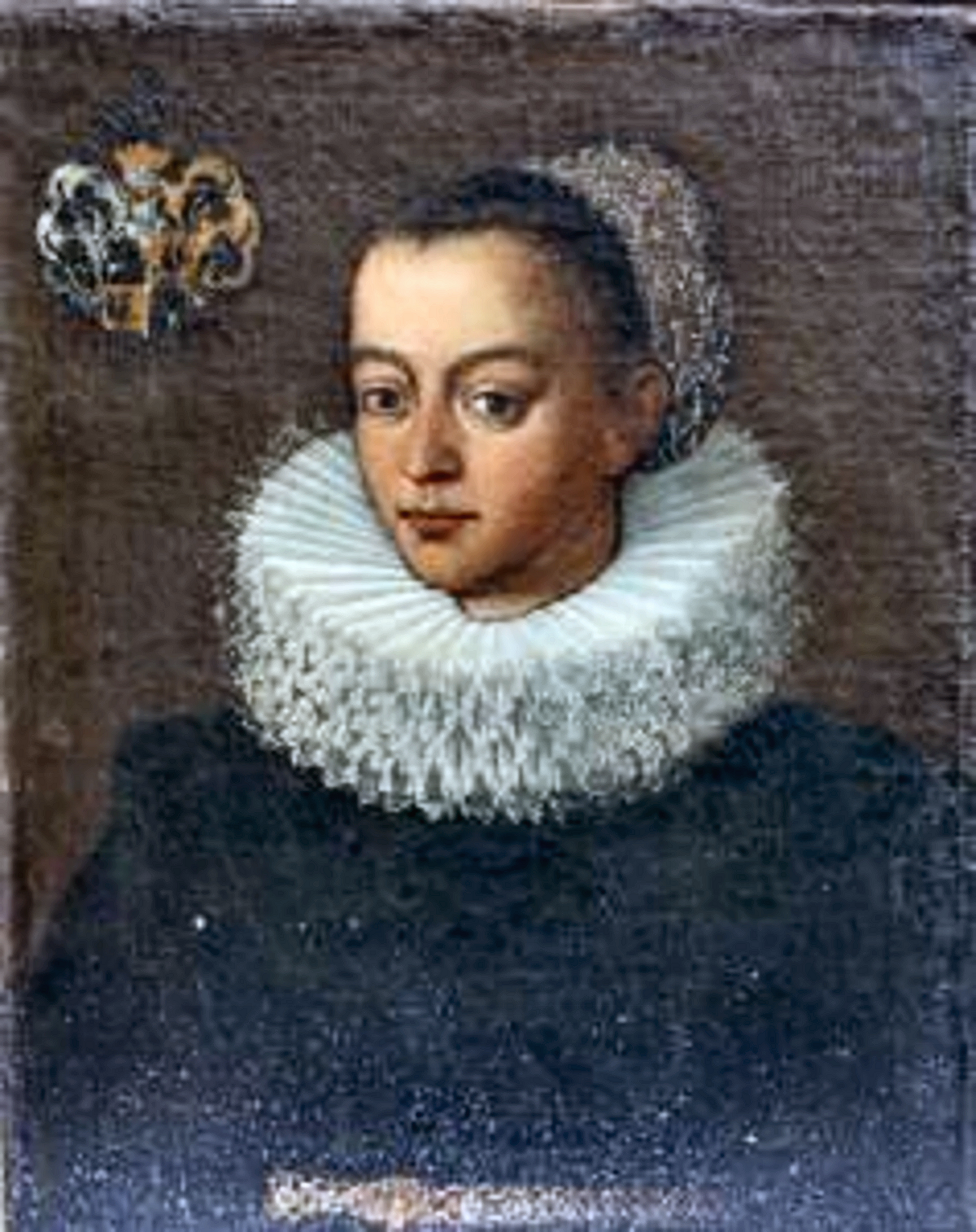
Ursula Tschiderer von Gleifheim

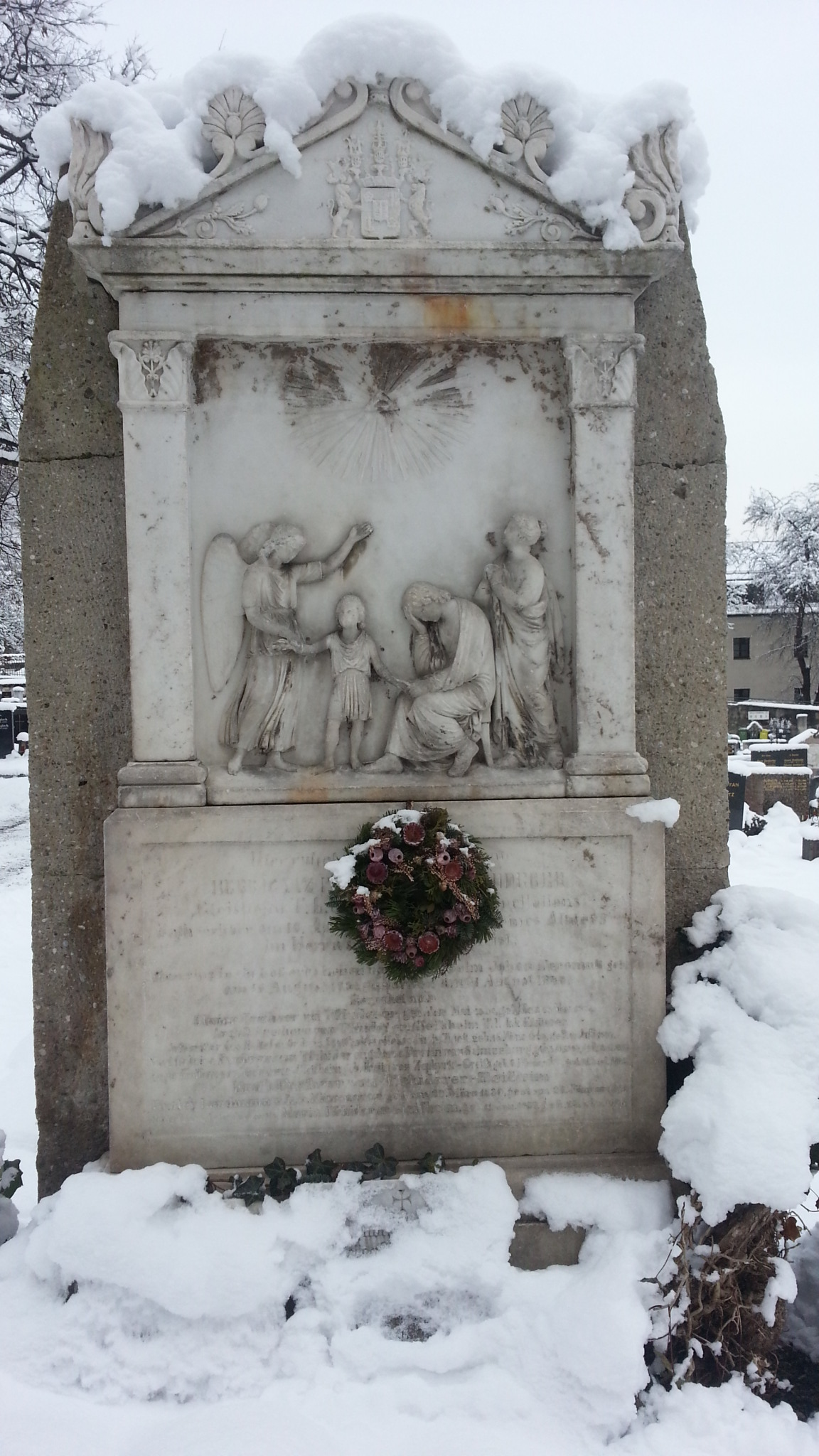
Grabstätte Tschiderer-Spiegelfeld auf dem Friedhof Hötting

Tschiderer von Gleifheim war der Name eines briefadeligen Geschlechts aus der Grafschaft Tirol, dass 1636 in den Ritter- und 1737 in den Freiherrenstand erhoben wurde. 1916 ist die Familie im Mannesstamm erloschen.

## Geschichte
Nicht belegbaren Hypothesen zufolge stammte das Geschlecht ursprünglich aus Graubünden. Der in französischen Kriegsdienste stehende Adam Bruno Tschiderer soll 1369 von König Karl V. mit dem Prädikat la Glaiv in den Adelsstand erhoben worden sein. Um 1530 zog einer seiner mutmaßlichen Nachkommen, Hans oder Christoph Tschiderer in die Grafschaft Tirol. Der Name Tschiderer war vor allem im Paznaun, im Oberinntal und im oberen Vinschgau verbreitet. Im 17. Jahrhundert erbaute Hans Tschiderer aus dem Gericht Landeck in Eppan das Schloss Gleifheim, von welchem Ansitz seine Nachkommen seit 1633 ihren adligen Zunamen führten. Hans Tschiderer und sein gleichnamiger Sohn erhielt am 15. Januar 1620 von Kaiser Ferdinand II. einen adligen Wappenbrief, verbunden mit der Anerkennung des alten französischen Adels und einer Wappenmehrung. 1632 wurde er zum Vormundschaftsrat für die Kinder der Claudia de’ Medici, Witwe von Erzherzog Leopold V. erklärt. Im April 1636 verlieh Ferdinand II. den Brüdern Hans, Adam und Christoph Tschiderer, das Ritterdiplom nebst einer Wappenvermehrung. Der von Christoph Tschiderer gegründete Familienzweig erlosch mit seiner Urenkelin Maria Theresia Tschiderer von Gleifheim.
Die Enkel von Hans, Franz Anton, Johann Christoph und Anton Benno, Söhne des Adam Tschiderer von Gleifheim gründeten drei Familienzweige. Die Familie erlangte am 24. Januar 1678 und am 1. Mai 1693 die Tiroler Landstandschaft. Der k. k. oberösterreichische Hofkammerrat Joseph Ignaz Anton Tschiderer von Gleifheim wurde am 15. Oktober 1737 vom Kaiser Karl VI. in den erblichen Freiherrenstand erhoben. Der ältere Familienzweig erlosch mit dem Sohn von Joseph Ignaz Anton, Franz Tschiderer von Gleifheim, welcher 1806 kinderlos starb. Darauf übertrug man am 7. Juli 1838 den erblichen Freiherrentitel auf einen Angehörigen des jüngeren Familienzweiges, dem k. k. Appellationsgerichtsrat zu Innsbruck Iganz Tschiderer von Gleifheim. Sein Bruder, Johann Nepomuk Tschiderer von Gleifheim fungierte von 1835 bis zu seinem Tod 1860 als Fürstbischof von Trient. 1995 wurde er von Papst Johannes Paul II. seliggesprochen. Ignaz Tschiderer von Gleifheim hatte drei Söhne: August, Ernst und Johann. August Tschiderer von Gleifheim, Oberhaupt des freiherrlichen Hauses, diente als k. k. Kämmerer und Statthalter. Am 19. März 1858 erhielt der k. k. Statthaltereisekretär Albert Tschiderer von Gleifheim den Ritterstand. Mit Ernst von Tschiderer ist das Geschlecht 1916 erloschen. 

## Besitzungen
- Ansitz Gleifheim in St. Michael
- Ansitz Tschiderer in Kaltern
- Ansitz Lichtenthurn in Innsbruck

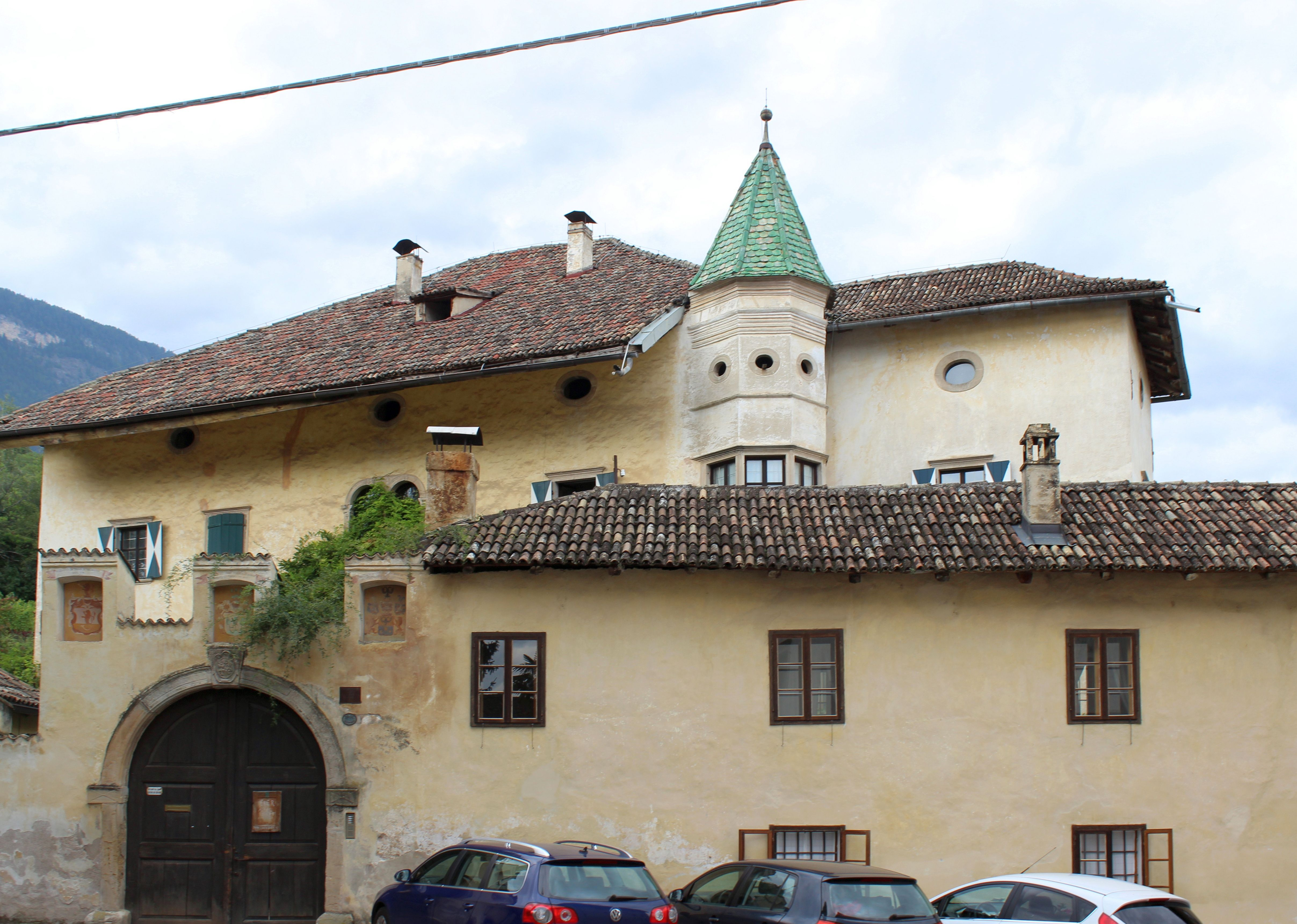
Ansitz Gleifheim
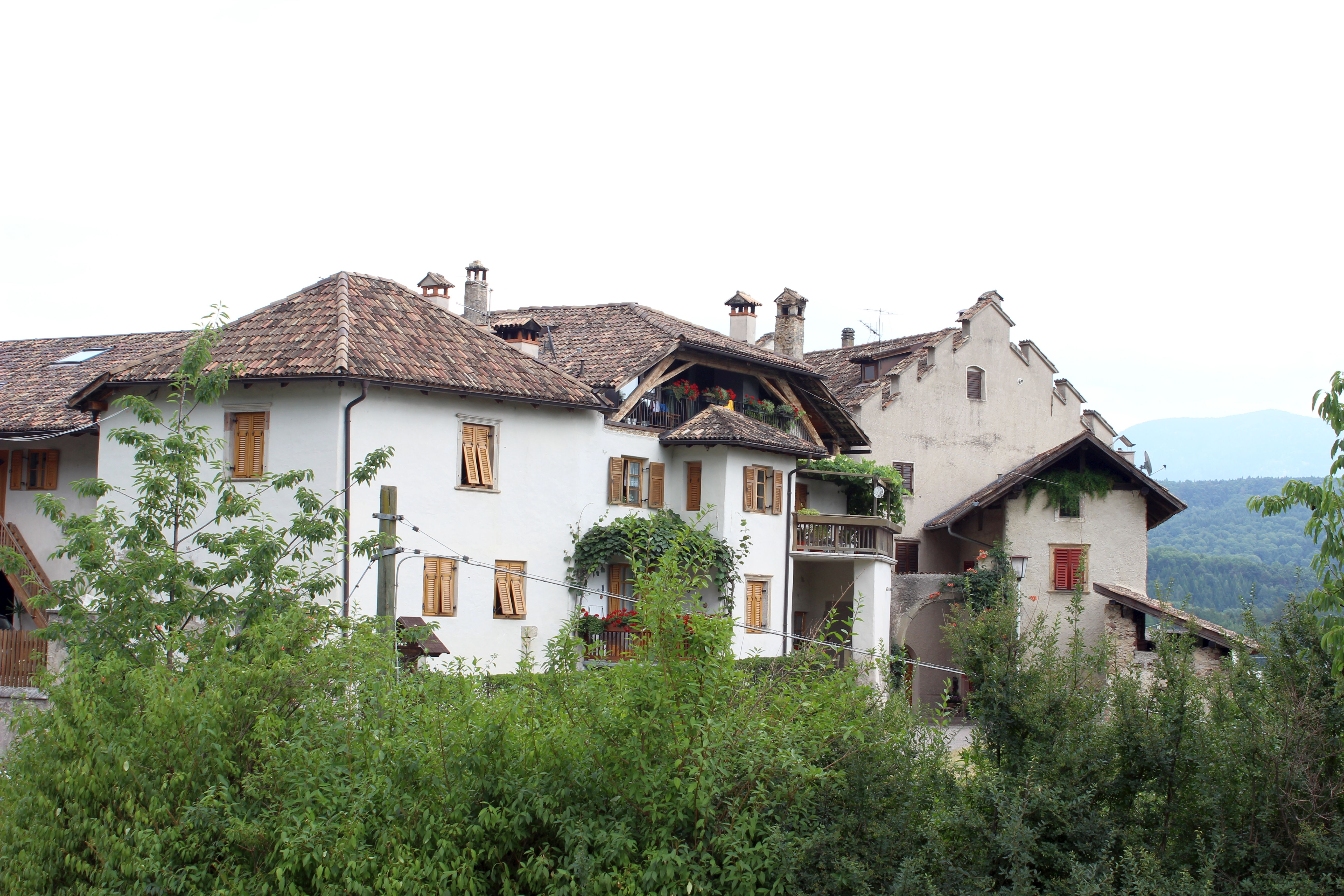
Ansitz Tschiderer
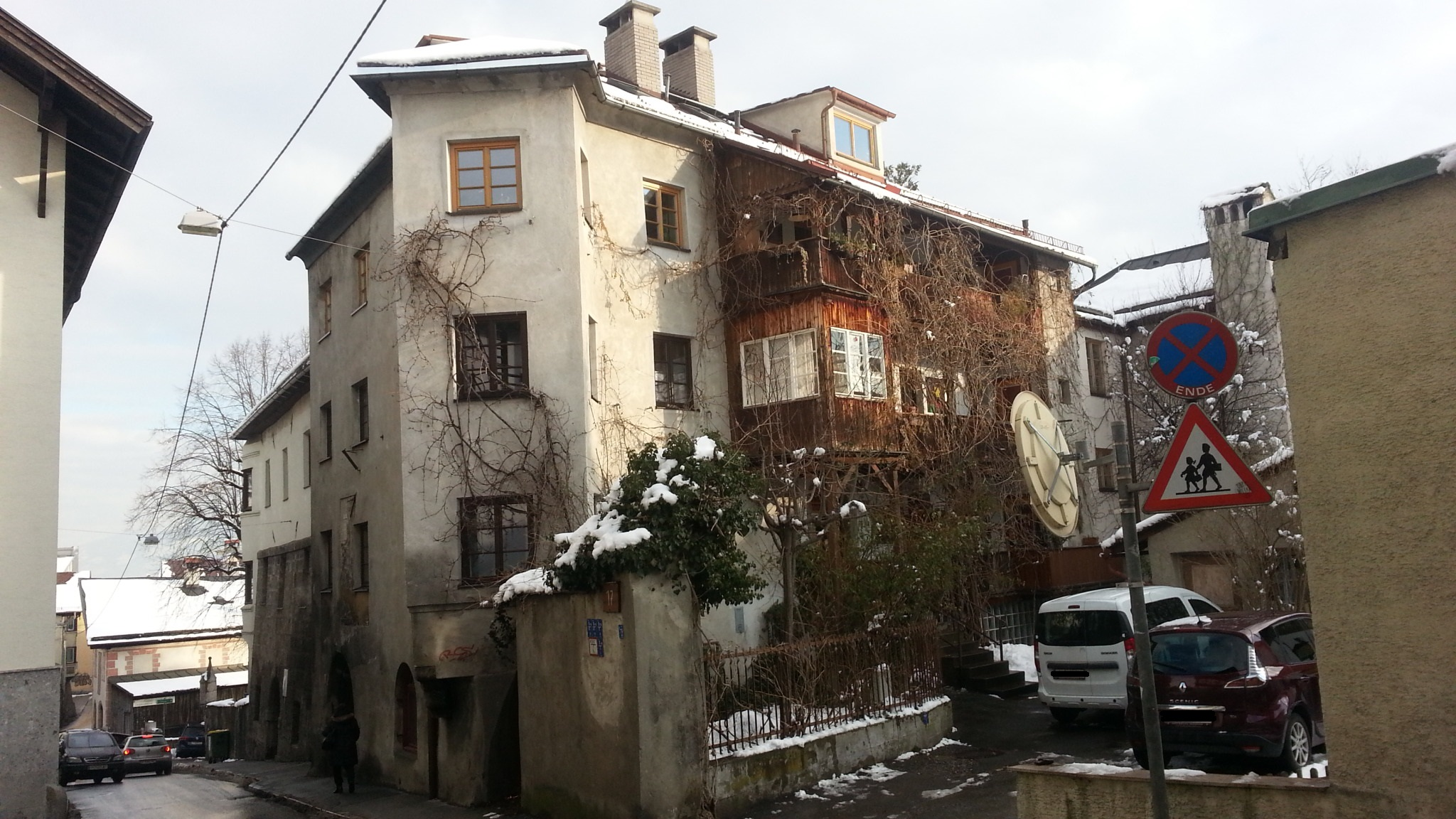
Ansitz Lichtenthurn

## Wappen
Freiherrliches Wappen: Schild geviert mit einem golden gekrönten und bewehrter schwarzer Adler als Herzschild. 1 und 4 in Silber eine goldene, vierblättrige rote Rose. 2 und 3 in Schwarz eine goldene Lilie.

## Angehörige
- Ernst von Tschiderer (1830–1916), österreichischer Komponist
- Johann Nepomuk von Tschiderer (1777–1860), Fürstbischof von Trient